# Nanthasen
Re Nanthasen, secondo alcune fonti Nanthesan, il cui nome regale fu Samdach Brhat Chao Anandasena Bungmalaya Chandapuri Sri Sadhana Kanayudha Visudhirattana Rajadhanipuri Rama Lanjang Krum Klao (Vientiane, XVIII secolo – Bangkok, 1795), è stato il quarto sovrano di Vientiane, nell'odierno Laos centrale, in cui regnò per un anno come vassallo del Regno di Thonburi, che aveva riunificato il Siam dopo la caduta dell'antico Regno di Ayutthaya, e poi del Regno di Rattanakosin, che era succeduto nel 1782 a quello di Thonburi.
Parte delle informazioni che riguardano Nanthasen provengono dalle missioni dei gesuiti italiani presenti nel paese, che erano state ammesse a Lan Xang (l'antico regno che agli inizi del XVIII secolo si era smembrato dando vita ai regni di Luang Prabang, di Champasak e di Vientiane) per la prima volta da Surigna Vongsa, il grande sovrano che aveva regnato dal 1638 al 1690 e che aveva portato Lan Xang al massimo splendore. I resoconti dei missionari si limitarono però a descrivere principalmente gli aspetti religiosi della vita del paese.

## Biografia

### Il regno del padre
Nanthasen nacque a Vientiane con il titolo di principe Anandasena ed era il primogenito del re Bunsan. Secondo alcune fonti, il padre era salito al trono nel 1767 alla morte del fratello maggiore Ong Long. Il laotiano Maha Sila Viravong, uno degli studiosi più autorevoli della storia del paese, sostenne invece che Bunsan fosse diventato re nel 1730, dopo la morte del padre Setthathirat II, l'ultimo re di Lan Xang.

#### Coinvolgimento nel conflitto tra Siam e Birmania
La riunificata Birmania della Dinastia Konbaung aveva riconquistato nel 1763 la sovranità sul Regno Lanna, persa durante il declino del Regno di Taungù. Nel 1765 le armate birmane avevano sottomesso il Regno di Luang Prabang ed il 7 aprile 1767 avevano posto fine al Regno di Ayutthaya, radendo al suolo la capitale. I siamesi si erano riorganizzati in fretta nell'odierna Thailandia dell'Est sotto la guida del generale Taksin, messosi in salvo con alcune truppe prima della capitolazione di Ayutthaya. Aveva cacciato i birmani dal Siam il 7 novembre 1767 e fondato il Regno di Thonburi, la nuova capitale situata 70 km a sud di Ayutthaya. Incoronato re nel 1768, Taksin si era dedicato alla riunificazione del paese sconfiggendo i signori della guerra che si erano installati nel Siam spaccato dopo la sconfitta con i birmani. Riuscì nei suoi intenti anche grazie ai vani tentativi di invasione della Birmania da parte della Cina, che costrinsero i sovrani Konbaung a richiamare il grosso dell'esercito in patria e ad allentare il controllo sui territori conquistati all'estero.
Nel 1770, impressionato dai successi siamesi, Bunsan aveva stretto alleanza con Taksin. Nel 1773 le truppe di Luang Prabang avevano assediato Vientiane e Bunsan, prossimo alla capitolazione, aveva chiesto segretamente l'aiuto dei birmani, il cui re aveva attaccato Luang Prabang. Le truppe che assediavano Vientiane erano tornate a difendere la propria città e Bunsan aveva stretto un'alleanza anche con i birmani, che a titolo di garanzia avevano deportato come ostaggi due figli di Bunsan ed alcuni cortigiani. Nel 1774 i siamesi, dopo che la corte di Luang Prabang li aveva informati della nuova alleanza tra Vientiane e la Birmania, avevano intercettato un messaggio in cui il re birmano chiedeva a Bunsan l'invio di truppe di appoggio per l'imminente attacco a Thonburi, la capitale siamese. Non erano stati presi provvedimenti contro i laotiani, che non avevano aderito alla richiesta birmana, ma la scoperta aveva provocato il congelamento dei rapporti tra la corte di Vientiane e quella di Thonburi.
Nello stesso anno, i siamesi avevano sottratto il controllo del Regno Lanna ai birmani, che da oltre 200 anni se ne erano impossessati. Le armate di Thonburi si impegnarono a difendere i nuovi confini sconfiggendo i tentativi di rivalsa dei birmani anche in altre zone del paese. Sulle ali dell'entusiasmo i siamesi riuscirono ad espandere i propri territori anche a sud e a est, penetrando sia nella penisola malese che in Cambogia. Nel 1777, il re di Champasak Saya Kuman aveva appoggiato una ribellione anti-siamese del governatore di Nang Rong, situata nell'odierna Provincia di Buriram, ai confini tra i due regni. Taksin aveva inviato due armate guidate dai suoi più valorosi generali, i fratelli Chao Phraya Chakri, che sarebbe nel 1782 divenuto il successore di Taksin come Rama I, e Chao Phraya Surasi, conosciuto anche con il nome Bunma. Chakri era giunto via terra passando per Korat, mentre Surasi aveva risalito da sud il Mekong. Le due armate si erano ricongiunte nei pressi di Champasak, che si era arresa senza combattere nel 1778 ed il re Saya Kuman era stato deportato in Siam.

#### Fine dell'indipendenza laotiana
La capitolazione di Vientiane aveva avuto origine nel 1766, quando l'alto ufficiale Phra Vorarad Vongsa si era ribellato fondando un regno nell'odierna Provincia di Nong Bua Lamphu, in un territorio sotto la giurisdizione di Vientiane, e dopo la sconfitta per mano degli alleati di Korat si era rifugiato nell'odierna Provincia di Ubon Ratchathani, che era allora parte del Regno di Champasak. Nel 1777, Vorarad Vongsa aveva rotto i rapporti con Champasak e dalla sua roccaforte di Ubon aveva fatto atto di sottomissione a re Taksin di Thonburi, ottenendo in cambio il riconoscimento del proprio potere sul territorio circostante in qualità di vassallo del Siam. Bunsan aveva saputo del distacco di Vorarad Vongsa da Champasak e aveva inviato delle truppe guidate dal generale Phraya Supho che avevano ucciso il ribelle. Fu questo il pretesto che aveva scatenato l'offensiva siamese.
Le varie armate disposte a difesa da Bunsan nei punti strategici delle province erano state sistematicamente sconfitte dal potente esercito di Thonburi. Nei primi mesi del 1779 aveva avuto inizio l'assedio di Vientiane, nel quale le truppe siamesi erano state coadiuvate da quelle di Luang Prabang. Dopo 4 mesi di aspri combattimenti, Bunsan era fuggito nelle zone montuose dell'odierna Provincia di Bolikhamxai, lasciando la capitale in mano al primogenito Anandasena che si era arreso. I siamesi erano entrati a Vientiane e l'avevano saccheggiata, trafugando e portando a Thonburi le sacre statue del Phra Bang, palladio della monarchia laotiana, ed il Buddha di Smeraldo, che lo sarebbe diventato e lo è tuttora di quella siamese.
Anandasena era stato arrestato e deportato a Thonburi con altri membri della famiglia reale, tra cui Anuvong, e gli ufficiali di alto grado dell'esercito. Molte famiglie del popolo erano state invece deportate a Saraburi, nell'odierna Thailandia Centrale. Malgrado l'aiuto dato ai siamesi, il Regno di Luang Prabang era stato reso vassallo di Thonburi. Nel giro di pochi mesi avevano perso l'indipendenza tutti i regni laotiani eredi del glorioso Lan Xang, che aveva dominato il medio bacino del Mekong per 4 secoli. In particolare, il Regno di Vientiane sarebbe stato annesso al Siam dopo la sconfitta nel 1828 di re Anuvong, che aveva tentato di liberare il paese dal dominio siamese. Taksin aveva affidato il governo di Vientiane al generale laotiano Phraya Supho, mantenendo le truppe di occupazione nella capitale per qualche mese. Quando queste si erano ritirate, Bunsan aveva fatto ritorno a Vientiane nei primi mesi del 1780 e ripreso il potere, approfittando della libertà che a quei tempi era concessa in Indocina agli Stati vassalli.

### Il regno di Nanthasen
Il sovrano morì nel novembre del 1781 per mano di emissari del governo di Thonburi. Subito dopo, re Taksin dispose il rimpatrio di Anandasena e lo inviò a Vientiane nominandolo nuovo sovrano del Regno vassallo con il nome regale Nanthasen. Il nuovo re portò con sé la sacra statua del Phra Bang, nominò primo ministro il fratello minore Inthavong, mentre Anuvong ed un altro fratello rimasero a Thonburi come ostaggi. Nello stesso anno, re Taksin riconsegnò i titoli e le funzioni di re di Luang Prabang e re di Champasak rispettivamente a Surigna Vongsa II e a Saya Kuman, che governarono come vassalli del Siam. Nel 1782, una ribellione interna pose fine al Regno di Thonburi ed il potere fu preso dal generale Phraya Chakri, che divenne il re Rama I e fondò l'odierna Bangkok, capitale del nuovo Regno di Rattanakosin. Tali eventi non mutarono il rapporto tra il Siam e gli Stati vassalli laotiani.
Nel 1787, i sovrani Trinh del Tonchino, il nord del Vietnam, imposero il pagamento di tributi al sovrano Chao Sumphu del Regno di Xiangkhoang, tradizionale vassallo dei regni laotiani. Con il permesso di Bangkok, Nanthasen spedì a Xiangkhoang le proprie truppe che ristabilirono la supremazia di Vientiane e deportarono nella capitale Chao Sumphu. L'anno successivo, un esercito composto da 3.000 tonchinesi e 3.000 soldati di Xiangkhoang iniziò la marcia su Vientiane. Nanthasen evitò il conflitto concordando con il sovrano Trinh che Xiangkhoang inviasse i tributi sia a Vientiane che a Đông Kinh, l'odierna Hanoi.
Nel 1789, Nanthasen ottenne il permesso di Bangkok per attaccare Luang Prabang, rea di collaborare in funzione anti-siamese con il Regno di Birmania e con quello di Chiang Hung. La città cadde dopo 15 giorni di assedio, il re Surigna Vonsa II ed il fratello Anurut furono catturati e mandati a Bangkok. In quel periodo, migliaia di laotiani furono impiegati a Bangkok per scavare canali, e una buona parte perse la vita per le dure condizioni di lavoro a cui furono sottoposti. Nel 1791 Surigna Vongsa II morì nella capitale siamese e, dopo 2 anni di interregno, nel 1793 Anurut fu rimpatriato con il titolo di re di Luang Prabang da Rama I. Anurut si prese la rivincita su Nanthasen rivelando ai siamesi l'alleanza che quest'ultimo stava stringendo con il governatore di Nakhon Phanom e l'imperatore del Vietnam contro Bangkok. Sia il re di Vientiane che il governatore di Nakhon Phanom furono arrestati e deportati a Bangkok, dove Nanthasen morì in prigionia nel 1795.

## Successione
Dopo la cattura e le deposizione di Nanthasen, Rama I del Siam dispose che il nuovo re di Vientiane fosse Inthavong, fratello minore di Nanthasen, che avrebbe regnato come vassallo di Bangkok fino al 1805.